# 南云忠一
南雲忠一（日语：／ Nagumo Chūichi，1887年3月25日—1944年7月7日），生於日本山形縣，大日本帝国海軍大將（死后追晋），太平洋戰爭時，任日本聯合艦隊第一航空艦隊司令长官，率领艦隊參與偷袭珍珠港及中途岛海战而闻名于世。

## 早年生涯
南雲忠一於1887年（明治20年）3月25出生於山形縣米澤市的信夫町，父親為舊米澤藩士南雲周蔵，為兄弟6人中的次子。1905年（明治38年）入学海軍兵學校第36期，1908年海兵畢業，在同期191人中排名第7位。畢業後以海軍少尉候補生的身份先後於防护巡洋艦“宗谷”與“新高”，以及裝甲巡洋艦“日進”上見習。1910年1月15日晋升海军少尉，在裝甲巡洋艦“淺間”執勤。1911年入海军炮术学校以及海军水雷学校普通科受訓后，1911年12月晋升海军中尉，服役于戰艦“安艺”。1913年（大正2年）調至驅逐艦初霜號。1914年入海軍大學乙種班与水雷學校高等科受訓，12月1日晋升海军大尉，后任战舰“雾岛”艤装员。1916年12月1日任第四战队参谋。1917年任第三特务舰队参谋以及驅逐艦如月號艦長。1918年12月1日入海军大学甲种班18期，1920年海大甲種班18期畢業，成绩排名次席，12月晋升海軍少佐，任驅逐艦樅號艦長。1921年11月1日任第一水雷战队参谋。
1922年12月1日調軍令部第一班第一课任參謀，1923年11月10日任海军大学教官。1924年12月晋升海軍中佐，任海战要务令改正委员会委员。1925年到1926年，南雲奉派至歐洲與美國考察各國海軍戰術與裝備。回國後历任砲艦嵯峨號與宇治號艦長，1927年到1929年則出任海軍大學教官。1929年11月晋升海軍大佐，任輕巡洋艦“那珂”艦長，1930年12月1日任第11驅逐舰隊司令。
此时南云以舰队派（主张对美、英强硬立场，反对裁军条约）而闻名。1931年10月10日任军令部第一班第二课课长，在军令部为扩大权力提出《軍令部令及省部互渉規定改正》案时，他与海军省军务局第一课课长井上成美激烈争吵，酒后曾说“要是带了短刀我早就捅了你”。1933年8月4日任航空战教范起草委员会委员。1933年起先后任重巡洋艦“高雄”艦長、戰列艦“山城”艦長。1935年11月晋升海軍少將，先後擔任第一水雷戦隊司令，第八戰隊司令，水雷學校校長，以及第三戰隊司令。1939年11月晋升海軍中將，1940年11月1日任海軍大學校長。1941年4月10日就任第一航空艦隊司令长，当时另一名主要候选人是小泽治三郎（海兵37期），但根据论资排辈惯例最终决定是南云。
南云忠一是一名酒豪和爱烟家，另外深爱家人，曾穿着海军中佐制服背着老母送到上野车站。在军令部第二课长时代，在軍令部總長伏見宮博恭王的赤坂園遊会上喝醉了酒后当着国内外武官数百人的面在池里撒尿。渊田美津雄后来说南云从大佐到第1水雷戰隊司令官时代都是英姿焕发的满点人物，到开战后却蜕变成了个庸碌无为的长官。

## 太平洋戰爭戰時經歷

### 突襲珍珠港
由於美國與歐洲盟國於1941年7月宣佈對日本進行禁運，日本做出南进战略不惜與美國一戰，因此聯合艦隊司令长官山本五十六大將決定攻擊珍珠港，其目的是希望一举消滅美國海軍在太平洋上的主力部隊。
第一航空艦隊於1941年11月22日於择捉岛的單冠灣集結，以6艘航空母艦（赤城號，加賀號，蒼龍號，飛龍號，翔鶴號，瑞鶴號）為核心，共載有飛機441架。艦隊於11月26日出發，12月2日日本大本營發出了「攀登新高山1208」的行動命令，於是在12月7日，日軍發動兩波，共354架戰機對珍珠港進行攻擊，共擊沉包括8艘戰鬥艦在內的12艘戰艦，超過300架的美軍飛機被擊毀或損壞。日軍方面則只損失了29架各式戰機。第1航空艦隊結束珍珠港的行動後即返回日本，但在12月16日，第2航空戰隊被分遣出去支援日軍登陸威克島。其它部份則在12月23日回到柱島泊地。
此役讓美國正式投入世界大戰。在戰史上，也是第2次航艦航空部隊對軍港的襲擊（第1次是1940年11月11日，英國地中海艦隊夜袭義大利塔兰托軍港）。美國海军太平洋艦隊的8艘战列舰5沉、3伤，以當時各國海軍是以战列舰為艦隊主力的觀念來看，太平洋艦隊的戰力是被擊垮了，但当时美國太平洋舰队的3艘航空母艦都不在港裡，珍珠港的海軍船塢與海軍油槽也無損，因此美國海軍可以立刻反擊，並且迫使美国海军改以航空母艦做為艦隊主力。

### 印度洋攻略
之后第一航空艦隊南下，攻击新几内亚拉包尔、澳洲达尔文港，进行爪哇海扫荡战。由於美國太平洋艦隊一時之間已無法威脅日軍在太平洋上的行動，并得知了英國增援的情报，因此日軍決定進入印度洋，以掃蕩英國遠東艦隊，使之無法威脅日軍在東南亞的行動。
1942年3月26日，第1航空艦隊轄赤城號、蒼龍號、飛龍號、翔鶴號、瑞鶴號等5艘航母，從苏拉威西岛史塔林灣出發。由於英軍在4月4日即已發現日軍艦隊，因此在4月5日，日軍發動108架飛機攻擊了斯里蘭卡的科伦坡港時，只擊沉了武裝商船赫克托尔號（HMS Hector，F45），驅逐艦特納多斯號（HMS Tenedos，H04），與幾艘辅助船隻，同時英國皇家空軍至少有27架飛機被擊落，日軍則損失5架飛機。隨後日軍在可倫坡西南方200哩處發現了英國重巡洋艦“康沃尔号”與“多塞特郡号”，於是日軍派出俯衝轟炸機將兩船擊沉。
4月9日，第一航空艦隊攻擊了錫蘭北方的軍港亭可馬里，由於英軍還是事先偵悉日軍，因此大部份的船艦都離開了港口。但英軍航空母艦赫尔墨斯號之後還是被日軍發現，由於艦上並未搭載飛機，因此赫米斯號與護航的護衛艦蜀葵號和澳洲驅逐艦吸血鬼號被擊沉。此外，英國與澳洲損失至少9架戰機，日軍則損失6架飛機。
此役英國與澳洲損失了1艘航空母艦，2艘重巡洋艦，兩艘驅逐艦與大約50架戰機。日軍則損失了16架各式戰機。第1航空艦隊與英國海军遠東艦隊的主力其實並沒有實際接觸，但第1航空艦隊對錫蘭的攻擊與由小澤治三郎中將所率領的第1南遣艦隊在孟加拉湾對英國航运船只的攻擊行動，迫使英國皇家海軍退避到非洲東岸，因此對日本海軍來說，原始的目的已經達成。第1航空艦隊在結束印度洋攻擊行動後即返回日本本土。在此次作战中南云指挥舰队时遇到了舰载机挂载武器换装的困扰，另外舰队在航行中遭遇了英军轰炸机，舰队全然没有发现直到旗舰“赤城”受到近弹，幸而英军攻击力度有限没有造成损失而没有引起相应重视，而在中途岛海战中由此再次引发困扰。

### 中途島之役
為徹底消除美軍航空母艦部隊對日軍的威脅，在山本五十六大將的堅持下，日本大本營於1942年5月5日批准了进攻中途岛作战行動。
5月27日（東京日期），南云忠一中将率領第一航空艦隊（轄赤城號、加賀號、蒼龍號和飛龍號等4艘航空母艦）從柱島泊地出發，29日山本五十六大將親自指揮的主力部隊與由近藤信竹中將指揮的第2艦隊（攻略部隊）分別由柱島與威克島出發。由於美軍破譯了日本海軍JN25密碼，因此由斯普魯恩斯少將指揮的第16特遣艦隊〔Task Force 16，TF 16；轄企業號（USS Enterprise，CV-6）與大黃蜂號（USS Hornet，CV-8）〕，與弗萊徹少將的TF 17轄約克鎮號分別在28日與29日從珍珠港出發，前往中途島东北外海準備伏擊日本海軍。
6月4日晨，第1航空艦隊以108架戰機攻擊中途島，同時，準備了8架偵察機搜索中途島東面的海域。由於美軍的PBY-5巡邏機發現了日軍，因此中途島上的飛機全部起飛前去攻擊日軍，美军航空母艦部隊也於稍後起飞了攻擊機群。日軍空袭中途島造成了廣泛的損失。至於来自中途島上的美軍飛機以超過60架的轟炸機，分5波攻擊南雲的艦隊。大部份的飛機被日軍擊落，但毫無戰果。
由於中途島攻擊部隊的指挥官友永丈市大尉建議進行第2次攻擊。當時並未接到侦察机发现美軍航空母艦部隊的訊息，於是南雲下令將原掛載對艦武裝的轟炸機改掛對地武裝，準備第2次攻擊。但就在此時，日軍偵察機發現了美軍艦隊，第2航空戰隊司令山口多聞少將建議立刻攻擊，但南雲的參謀長草鹿龍之介少將與航空參謀源田实中佐反對，建議回收從中途島歸航的飛機，並發動一個聯合攻擊。於是南雲中將決定回收飛機，並將艦上飛機再次改裝回對艦武裝。在日軍這些作業的同時，美軍航艦上的魚雷轟炸機分3波攻擊日軍，除3架外其它飛機全部被擊落，但這也讓日軍將注意力集中在低空。
大黃蜂號上的俯衝轟炸機沒有找到目標，約克鎮號的俯衝轟炸機跟隨他們的魚雷轟炸機，企業號的俯衝轟炸機跟著一艘落單的驅逐艦，結果在未經協調，卻在同一時間發現了日軍航空母艦，正當日軍準備發動攻擊美軍航艦時，企業號的飛機摧毀了赤城號和加賀號，約克鎮號的飛機摧毀了蒼龍號。
由於赤城號受到重創，南雲中將暫時無法指揮艦隊，因此第8战队司令阿部弘毅少將向飛龍號下令立刻反擊，飛龍號先起飛俯衝轟炸機，於4日中午暫時癱瘓了約克鎮號，但很快就恢復行動能力。南雲從赤城號轉移至輕巡洋艦長良號後，重掌指揮權，但是以救援3艘被癱瘓的航空母艦為主，是由山口多闻少將指揮反擊行動。飛龍號起飛第2波魚雷轟炸機，又再命中約克鎮號兩次。弗萊徹轉移旗艦至重巡洋艦阿斯托里亞號，並將指揮權移交給斯普鲁恩斯少將。
4日下午，約克鎮號的偵察機與中途島上的B-17轟炸機都發現了飛龍號，於是企業號與大黃蜂號放出飛機，癱瘓了飛龍號，當時飛龍號艦上正準備著第3波攻擊。4艘航空母艦在4日與5日分別沉沒，而山本大將於4日晚間解除了南雲的職務，由趕來救援的第2艦隊司令近藤信竹統一指揮，但5日午夜即決定全面撤退。
中途島之役是太平洋戰爭中的轉捩點，從此日本海軍的攻擊力量再也沒有恢復。

### 瓜达尔卡纳尔岛战役
美軍於1942年8月7日登陸图拉吉岛與瓜达尔卡纳尔岛後，夺取了岛上机场（命名为亨德森机场）。日軍駐拉包尔，為奪回瓜達康納爾島，於是策畫了Ka作戰，計畫使用第2艦隊與第3艦隊護衛日本陸軍部隊前往瓜達康納爾島。第3艦隊即為重新整编後的航空母舰部隊，由南云忠一指揮，轄艦隊航艦翔鶴號與瑞鶴號，以及輕航艦龍驤號。
日本偵察機於8月20日發現了美軍TF61（由弗萊徹中將指揮），於是第3艦隊從特鲁克岛出發，前往索羅門群島海域。23日，美國PBY巡邏機先發現日軍艦隊，但因為天候不良，薩拉托加號的攻擊機群並沒有發現日軍。24日，龍驤號航空母舰被分遣出去攻擊瓜達康納爾島，結果被美軍偵察機發現，薩拉托加號的攻擊機群擊沉了龍驤號。同時，日軍的偵察機也發現企業號航艦戰鬥群，發動攻擊並讓企業號暫時退出戰場。這場戰役美方稱為東所羅門海戰，日方稱為第2次所羅門海之役，日軍損失1艘輕航空母艦，其艦載機被擊落約75架，美軍方面則損失飛機約25架。
日本陸軍於1942年10月，以超過20,000人的部隊對瓜達康納爾島的亨德森机场進行攻擊，再次由海軍的第2艦隊（含輕航艦隼鷹號）與第3艦隊（含艦隊航母翔鶴號、瑞鶴號和輕航艦瑞鳳號）進行支援。美軍方面，由於弗莱彻中將因傷返美，因此TF61改由托马斯·金凯德少將指揮，轄大黃蜂號與企業號兩個航艦戰鬥群。
10月25日，美軍先發現了日軍的位置，卻因為距離過遠而無法發動攻擊。26日，日軍發現了美軍艦隊，於是第3艦隊發出兩波，共106架飛機前往攻擊。此時美軍也發現了日軍艦隊，於是兩艦起飛了3波共73架戰機前往攻擊日軍。日軍的第1波攻擊癱瘓了大黃蜂號、第2波攻擊則重創了企業號與1艘驅逐艦。美軍的攻击先重創瑞鳳號，使其退出戰場，3波攻擊則重創翔鶴號與重巡洋艦筑摩號。
第2艦隊轄下由角田覺治中將指揮的第2航空戰隊赶上来，在美軍攻擊第3艦隊時，也陸續發動3波飛機前往攻擊美軍，並在第1波攻擊中損壞南達科他號战列舰與圣胡安號巡洋艦。第3艦隊由於有兩艘航空母艦退出戰場，旗艦翔鶴號受損后载着南雲后撤，一时將指揮權交出，由角田統一指揮。由于企业号及其护航舰往東南方撤退，於是第2航空戰隊第2波以後的攻擊都是以大黃蜂號為目標，雖然船隻已被放棄，但仍不能將它擊沉。鉴于日军前锋舰队逼近，美军放弃被摧毁的大黃蜂號，最後是由日軍驅逐艦，於27日以魚雷擊沉。
這場海戰美方稱為聖克魯斯群島戰役，日方則稱南太平洋海戰。雖然日軍擊沉美軍航空母舰與驅逐艦各1艘、重創1艘航空母舰與2艘驅逐艦，此外還擊落81架美軍戰機。但日軍這場戰術勝利的代價極高，因為日軍損失約100架戰機，曾參與攻擊珍珠港的老練飛行員至此幾乎全部陣亡，另有兩艘航空母舰與1艘重巡洋艦重創。

### 塞班島戰役
南太平洋海戰後(聖克魯斯群島戰役)，南雲被解职调回國，任佐世保鎮守府司令官。1943年6月，轉任吳鎮守府司令官，並於10月兼任第1艦隊司令官。1944年3月，由大本營任命為中部太平洋方面艦隊兼第14航空艦隊司令官，駐地塞班島。美軍於1944年6月15日登陸塞班島，經過3個星期的戰鬥後，日軍在島上的殘存兵力僅剩約3,000名，為7月7日萬歲衝鋒作表率，南雲於7月6日晚上約10點與齋藤義次和井桁敬治切腹，同時各命其副官用手枪枪擊後腦勺為他們介錯。

## 評論
南雲中將的功過在歷史上很難下個定論，在戰前，南雲在海軍內部的評價是：「勇猛，富決斷力，並且是未來擔負海軍責任的人」，但開戰之後，一般來說，許多戰史評論者認為他犯了很多錯誤，包括：
1. 在攻擊珍珠港時，雖然山口多聞少將與三川軍一中將都建議進行第三波攻擊，但南雲並未採納。
2. 中途島之役中，拒絕山口少將先攻美軍的建議，並因更換武裝與回收飛機而延誤近兩小時才準備攻擊，也正好在這時，美軍轟炸機找到了南雲艦隊，並發動突襲。
3. 在聖塔克魯茲之役中，南雲把指揮權移交給角田中將，自己脫離戰場。結果角田積極的攻擊精神，讓南雲反而像是脫逃。

反論者則認為：
1. 前兩波攻擊珍珠港已花去太多時間，南雲並不知道美軍航母的位置，如果再準備第三波攻擊，一來可能給美國人反擊的機會，二來日軍此時已無奇襲可能，第三波攻擊的損失可能會很大。此外，雖然有部屬建議進行第三波攻擊，但南雲的參謀長草鹿少將反對，督戰的山本大將的意願也不高，加上軍令部總長永野修身大將也有「要把每一艘航母安全帶回」的命令。其實，既然第三波攻擊可摧毀油庫與船塢等重要設施使美軍反攻推遲六個月，如此重要的這些目標根本就該列入第一或第二波攻擊之中。至於說，當時美軍航母其實未朝正確方向搜索，進行第三波攻擊也不會遭致什麼危險，則屬事後諸葛。以當時的情境，見好就收可謂合理的決定，同時亦須考慮第三波攻擊後，日軍船團返航的油料問題。
2. 中途島之役中，美軍的攻擊機群因無戰機護航，而導致嚴重損失。若依山口的建議直接攻擊，除了日軍的攻擊機隊可能嚴重損失外，大部份前往攻擊中途島的飛機也可能因為無法降落最後因油料不足而全數損失（當時航母進行起飛時，作業無法同時回收其他飛機）。這是草鹿少將與源田中佐反對立刻攻擊的理由 [3]。

然而，先前將預備機改裝炸彈之決定，南雲仍難辭其咎。畢竟，正因為還沒有發現美軍航母，就更得讓預備機保持在隨時可出發攻擊美軍航母的狀態，至於中途島的進一步壓制尚可由巡洋艦的砲擊為之，搜索並摧毀美軍航母應為第一要務。
此外，由於軍事哲學的不同，日本重攻擊但輕防禦，因此當日軍攻擊美軍重防護的飛機與船艦時，往往被美軍的防衛系統痛擊，戰略上也給自己造成很大人力損失。加上缺乏早期預警系統（雷達），一旦被攻擊，日軍的防禦又常常被突破，這也讓日軍從珊瑚海之役後就漸次喪失制海權。但這些技術性的事務並非南雲所能改變。有評論者曾論，如果南雲不是指揮第一航空艦隊，而是指揮以巡洋艦與驅逐艦所組成的第二艦隊，可能更符合南雲的個性 。

## 註解
1. ↑  加賀號於2月份觸礁，因此回日本檢修
2. ↑  翔鶴號仍在修理在珊瑚海之役的損傷，瑞鶴號的飛行大隊尚無法編成
3. 1 2  Walter Lord. . Wordsworth Editions Ltd. 2000. ISBN 978-1840222364.（英文）
4. ↑  星亮一. . PHP研究所. 2008. ISBN 978-4569670270.（日語）

## 外部連結
- 南雲忠一 （页面存档备份，存于） （日語）
- 南雲忠一中将 （日語）
- 南雲 忠一 （页面存档备份，存于） （日語）
- Chuichi Nagumo （页面存档备份，存于）－WW2DB （英文）

| 军职                | 军职                                                              | 军职              |
| ------------------- | ----------------------------------------------------------------- | ----------------- |
| 前任： 第六次新编成 | 第三艦隊司令長官 第六次编成 第1代：1942年7月14日 - 1942年11月11日 | 繼任： 小澤治三郎 |
| 前任： 谷本馬太郎   | 佐世保鎮守府司令長官 第40代：1942年11月11日 - 1943年6月21日       | 繼任： 小松輝久   |
| 前任： 高橋伊望     | 吴鎮守府司令長官 第30代：1943年6月21日 - 1943年10月20日           | 繼任： 野村直邦   |